# Сьогодення

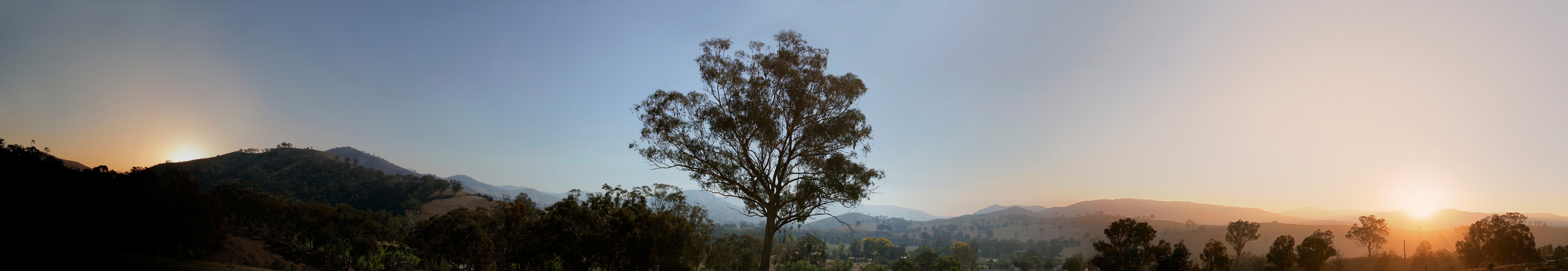
Сьогодення займає в осі часу проміжне місце між минулим і майбутнім

Сьогоде́ння — частина часової осі, що складається з подій, які відбуваються нині, тобто певна ділянка просторово-часового інтервалу. За певних умов під сьогоденням розуміються поточні дні, місяці та навіть роки.

## Антоніми терміна
У цьому сенсі сьогодення протиставлене минулому (безлічі подій, які вже сталися) та майбутньому (безлічі подій, які ще не сталися), і розташоване між ними.

## Синонімічні терміни
Як синонімічні терміни так само вживаються: дійсність, сучасність, зараз, тепер, теперішнє, нині, сьогодні.